# Олександр Мірошниченко (Олександр Вітер)
Олександр Мірошниченко (Олександр Вітер) (нар. 26 лютого 1972, Київ, Україна) — актор, режисер, драматург.

## Життєпис
Народився 1972 року у Києві. Закінчив естрадно-циркове училище (актор розмовного жанру) і КНУТКІТ імені І.Карпенка-Карого (режисер).
Працював у Центрі сучасної експериментальної драматургії А.Дяченка, театрі «Бенефіс», Національному театрі імені І. Франка, театральній майстерні «Сузір'я», Київському Камерному театрі, Національний Центр театрального мистецтва імені Леся Курбаса, Муніципальному театрі «Київ», а також здійснював постановки у Луганську, Одесі, Москві (Росія), Штіпі (Македонія).
Є співавтором сценарію і режисером фільму «Сентиментальне полювання за тінню» (студія «Grok», Київ, премія за кращу жіночу роль на кінофестивалі в Мінську). Також — один із сценаристів 10-серійного серіалу «Заручники землі і неба» (Україна-Ірак). Виконував ролі у кіно і телефільмах, театральних і радіопостановках. Був сценаристом і постановником концертів, вуличних дійств.
Працював головним режисером радіоканалу «Культура». Засновник всеукраїнського конкурсу радіоп'єс. Один із засновників театру «МІСТ». Здійснив понад 30 вистав.
Викладав у Києво-Могилянському колегіумі, НАКККІМ, театральній школі «МІСТ», здійснював майстер-класи з режисури, драматургії, акторської майстерності, риторики.
Автор віршів, сценаріїв, інсценізацій, п’єс. Твори публікувалися в журналі «Дніпро», альманасі «Сучасна українська драматургія», антологіях «Потойбіч паузи», «13 сучасних українських п’єс», журналах «Сучасна драма» (Вірменія) і «Діалог» (Польща), альманасі «Меркуріан» (США), антології новітньої української драми в Македонії. Його п'єси перекладалися російською, польською, сербською, македонською, вірменською, англійською, французькою мовами. Сценічні читання п’єс здійснювалися в Любліні (Польща), Парижі (Франція), Чикаго (США), Белграді (Сербія). Його постановки за творами здійснювалися в Україні (Київ, Львів, Харків, Дніпропетровськ та інші), а також у РФ, Грузії, Словаччині, Польщі. 

## Нагороди та премії
Лауреат і переможець численних всеукраїнських та міжнародних фестивалів і конкурсів в Україні: Київ, Одеса, Кривий Ріг, Харків, Краматорськ, Дніпропетровськ, Кременчук, Івано-Франківськ, а також закордоном: РФ, Білорусь, Польща, Литва та Франція. Зокрема одержав перше місце на Фестивалі сучасної української драматургії (режисура, Київ). 
Володар Президентського гранту для молодих митців України (постановка вистави «Адвокат Мартіан» за однойменною драматичною поемою Лесі Українки в Національному театрі ім. Івана Франка).
Лауреат фестивалю «Оберіг», конкурсу Молодих поетичних талантів.
Одержав II премію за п’єсу «Сліди вчорашнього піску» на Бієнале актуальних мистецтв.
П’єса «Ніч вовків» стала лауреатом конкурсу «Коронація слова», а спільно з п'єсою «Лабіринт» — переможцем мережі театрального перекладу Євродрама. П’єса «Сезон полювання на мисливців» включена до каталогу кращих п'єс Європи ETC (Європейська театральна конвенція)[джерело?].

## Акторська фільмографія
- 1990 — «Допінг для ангелів» — Андрій
- 1990 — «Навколо шахової мініатюри» — Робот
- 2004 — «Попіл Фенікса» — Головлікар
- 2011 — «Легенда про Бомбера» — Суддя
- 2012 — «Чужі помилки» — Патологоанатом, Дільничний
- 2013 — «Безвихідь» — Суддя
- 2013 — «Оаза» — Експедитор
- 2015 — «Володимирська, 15» — Адвокат
- 2016 — «Реальна містика — Танатологія
- 2016 — «Агент справедливості» — Юрій
- 2016 — «Речовий доказ» — Ганжа
- 2017 — «Черговий лікар» — Едуард
- 2017 — «Одного разу на Різдво…» — Олег
- 2017 — «Дефективи» — Мужик
- 2017 — «Агенти справедливості» — Петро Соловчук
- 2017 — «Вещдок» — Олег Чухно
- 2018 — «Ржака» — Сава

Участь у рекламі
- 2006 — Реклама горілки «Мягков»